# Ажда Пекан
Айшѐ Ажда̀ Пека̀н (на турски: Ayşe Ajda Pekkan; Истанбул, 12 февруари 1946 г.) е турска певица и бивша киноактриса.
Музикалната ѝ кариера започва в началото на 60-те години на XX век след изява в истанбулския нощен клуб „Чатъ“ („Покривът“) под съпровода на група „Лос Чатикос“. През 1963 г. печели състезанието за киноартисти на списание „Сес“ („Глас“) в категорията за жени, благодарение на което започва да развива и актьорската си дейност, играейки главни роли в множество турски филми до края на десетилетието, след което се съсредотачава изцяло върху певческата си дейност.
В началото изпълнява предимно турски кавъри на чуждоезични и известни за времето си песни, текстовете на значителна част от които са дело на текстописката Фикрет Шенеш, която впоследствие става и нейна продуцентка. Развива успешна кариера в чужбина, предимно във Франция. През 1980 г. представя Турция на 25-ото издание на Песенния конкурс „Евровизия“ с песента Pet'r Oil („Петрол“) и се класира на 15-о от общо 19 места. Поради разочароващото си класиране решава да се оттегли временно и след завръщането си престава със задграничната си кариера.
С множество концерти в родината си и в чужбина, с репертоар, включващ песни на няколко езика (турски, френски, английски, немски, италиански, гръцки и японски), и с продадени над 15 милиона копия на албумите си се нарежда сред най-успешните турски певици. Три от албумите ѝ са включени в списъка „100-те най-добри албума на Турция“ на вестник „Хюриет“ от 2017 г. През 1998 г. е удостоена със званието „Държавна артистка“, а през 2013 г. – с френското отличие Орден за изкуство и литература, офицерска степен.

## Биография
Родена е в квартал „Бейолу“ в Истанбул. Баща ѝ Ръдван Пекан (1919 – 1970 г.) е майор във военноморските сили, а майка ѝ Невин Добруджа (1922 – 1999 г.) – домакиня. От майчина страна е с бошняшко потекло. Поради работата на бащата детството ѝ преминава в село Гьолджук (вилает Коджаели). Има по-малка сестра Семирамис Пекан (р. 1948 г.), която също става певица.
Ажда учи в Девическата гимназия в квартал „Чамлъджа“ в Истанбул, но не успява да завърши средното си образование. Започва артистичната си дейност рано и взема уроци от оперната певица Лейла Демириш.

### 60-те години
През 1961 г. чрез сестра си се запознава с певеца и пианист Илхам Генджер, който е собственик на нощния клуб „Чатъ“ („Покривът“) в Истанбул. Там изпълнява песента Il cielo in una stanza („Небето в стая“) на италианката Мина под съпровода на групата „Лос Чатикос“, с която пее известно време и на други места.
През 1963 г. участва в конкурс за киноартисти, организиран от списание „Сес“ („Глас“), и се класира на първо място в категорията за жени, с което вниманието към нея нараства. Същата година играе главната роля във филма Adanalı Tayfur („Аданалията Тайфур“) заедно с актьора Йортюрк Серенгил. Първата ѝ издадена песен е Göz Göz Değdi Bana („Докосна ме с поглед“), включена в съвместна плоча с Abidik Gubidik Twist, изпята от актьора. Текстовете и на двете са дело на Феджри Ебджиолу, с когото Пекан се запознава още преди да започне като актриса. През тези години той става неин текстописец и мениджър.
През 1965 г. е издадена първата ѝ самостоятелна краткосвиреща плоча, включваща песните Her Yerde Kar Var („Навсякъде има сняг“), която е турска адаптация на известната Tombe la neige („Вали снегът“) на Салваторе Адамо, и On Yedi Yaşında („На 17 години“), чийто оригинал е Si è spento il sole („Угасна слънцето“) на Адриано Челентано. Друга успешна плоча от тези години е включващата Bang, Bang („Бам-бам“) и İki Yabancı („Двама непознати“) – кавъри на Bang, Bang (My Baby Shot Me Down) на Шер и Strangers in the Night („Странници в нощта“) на Франк Синатра.
През юли 1968 и юни 1969 г. участва на първото и второто издание на международния фестивал „Олимпиада на песента“ в Атина (Гърция) с песните Özleyiş („Мъка“) и Perhaps One Day („Може би някой ден“), заемайки четвърто място и двата пъти, а през септември 1968 г. е финалистка на първото от двете издания на Международния фестивал на песента в Барселона (Испания) с песента Ve Ben Şimdi („И сега аз“), на което участват още Лили Иванова и Бисер Киров, представяйки поотделно песента „Да вярвам ли“ (музика: Ангел Заберски, текст: Николай Цонев) и печелят.

### 70-те години
В началото на десетилетието приключва работата си с Феджри Ебджиолу и започва дългогодишното ѝ сътрудничество с текстописката Фикрет Шенеш, която става и нейна продуцентка. Първата ѝ песен по неин текст е Sensiz Yıllarda („В годините без теб“) и плочата, в която е включена, се продава доста успешно. Издадена е от „Филипс“, с която певицата сключва договор предната година. След нея започва да издава плочи и извън Турция. Първите сингли, издадени от фирмата, са Sensiz Yıllarda/Olmadı Gitti и Yağmur/Tek Yaşanır mı, които записва и на гръцки. През 1971 г. турското седалище на компанията се мести в чужбина, но певицата продължава да работи с нея докъм 1978 г. за чуждестранните си издания. Издава два сингъла в Германия и Испания, три – в Япония и седем – във Франция.
През 1973 г. по настояване на Фикрет Шенеш записва песента Kimler Geldi, Kimler Geçti („Някои дойдоха, други си отидоха“), макар Пекан да смята, че не се вписва с обичайния ѝ стил. Това е поредният кавър, чийто оригинал е If We Were Free („Ако бяхме свободни“) на гвианеца Сол Рей, но нейното изпълнение става едно от най-знаковите в репертоара ѝ.
През 1976 г. изнася поредица от концерти заедно с френския певец Енрико Масиас в парижката зала „Олимпия“ и е издаден съвместният им концертен албум La fête à l'Olympia („Празник в „Олимпия“), а през следващата година Пекан издава първия си от общо четирима албума, носещи заглавието Süper Star („Суперзвезда“).
През ноември следващата година участва на 8-ия Световен фестивал за популярна песен в Токио (Япония), представяйки À mes amours („За моите любови“), за която печели награда за песен.
През май 1978 г. изнася успешен концерт в Техеран (Иран) и е издаден френският ѝ албум …pour lui („…за него“).
През този период записва няколко успешни турски адаптации на песни от репертоара на Мина – Palavra, Palavra („Думи, думи“) в дует с актьора Джунейт Тюрел, Ya Sonra („А след това“), Düşünme Hiç („Не го мисли“), Son Yolcu („Последният пътник“), а през 2006 г. – и Aldatma („Не предавай“), чиито оригинали са съответно Parole, parole („Думи, думи“), Giorni („Дни“), Il cigno dell'amore („Лебедът на любовта“), Senza fiato („Без дъх“) и Ancora, ancora, ancora („Отново, отново, отново“). Особено успешна се оказва Ya Sonra, която изпълняват впоследствие още Левент Юксел през 2006 г., а през 2011 г. – актьорите Йозджан Дениз и Дениз Чакър, чиято версия се използва като заглавна песен на едноименния филм от същата година.

### 80-те години
Вследствие на нарастващата си известност в чужбина получава предложение от Турското радио и телевизия да представи страната си на 25-ото издание на „Евровизия“ през април 1980 г. в Хага (Нидерландия), което е принудена да приеме въпреки намерението си да не участва. След класирането си на 15-о от общо 19 места с песента Pet'r Oil („Петрол“) остава разочарована и поради проблемите си в професионален и личен план напуска Истанбул за няколко месеца, установявайки се в Лондон и Лос Анджелис, във втория от които преболедува жълтеница и се подлага на двумесечно лечение.
След неуспеха си и приключването на задълженията си към „Филипс“ сключва договор с „Яшар Кекева“ за два албума и слага край на задграничната си дейност. Насочва се към все по-налагащия се стил, наричан арабеск, и през 1981 г. компанията издава албума Sen Mutlu Ol („Бъди щастлив“). Поради незадоволителната работа по него обаче певицата не желае да работи с нея по втори албум и междувременно започва работа с „Балет“. Тъй като това е в разрез с условията на договора ѝ с „Яшар Кекева“, фирмата ѝ отправя предупреждение за завеждане на съдебно дело срещу нея, с което Пекан е принудена да запише още три песни към седемте неиздадени, които са били предназначени първоначално за Sen Mutlu Ol, и да ги включи във втория албум под заглавието Sevdim Seni („Обичах те“), издаден през 1983 г., след което договорът ѝ с фирмата приключва.
През юли 1982 г. се завръща окончателно в Турция и през август заедно с актьорите Метин Акпънар и Зеки Алася участва в в мюзикъла Büyük Kabare („Голямото кабаре“) в театъра на открито „Джемил Топузлу“ в Истанбул. Фикрет Шенеш написва текстовете на шест песни за него, които Ажда включва в успешния си албум Süperstar '83 от следващата година.

## Личен живот
На 17 ноември 1973 г. сключва брак с футболиста Джошкун Сапмаз, но бракът им трае едва шест дни.
След това е годеница на журналиста Ерол Яраш през 1979 г.
През 1984 г. се жени за Али Барс и бракът им трае до 1990 г.
Бездетна е и споменава, че най-голямото ѝ съжаление е решението ѝ да няма деца. Шест от бременностите ѝ завършват с аборт, тъй като решава да се съсредоточи върху кариерата си.
През 2017 г. получава гражданство от Севернокипърската турска република.

## Дискография

### Студийни албуми
- 1968 – Ajda Pekkan
- 1969 – Fecri Ebcioğlu Sunar: Ajda Pekkan
- 1972 – Ajda Pekkan Vol. 3
- 1977 – Süper Star
- 1978 – …pour lui
- 1979 – Süper Star 2
- 1981 – Sen Mutlu Ol
- 1982 – Sevdim Seni
- 1983 – Süperstar '83
- 1985 – Ajda Pekkan ve Beş Yıl Önce On Yıl Sonra
- 1987 – Süperstar 4
- 1990 – Ajda 1990
- 1991 – Seni Seçtim
- 1993 – Ajda '93
- 1996 – Ajda Pekkan
- 2006 – Cool Kadın
- 2008 – Aynen Öyle
- 2011 – Farkın Bu
- 2014 – Ajda Pekkan & Muazzez Abacı
- 2021 – Ajda